# Komáromi György (színházi menedzser)
Komáromi György (Szolnok, 1975. május 22. –) magyar színházi menedzser, főiskolai tanár. A Radnóti Miklós Színház gazdasági igazgatója és a Színházak Éjszakája projektvezetője; a Budapesti Gazdasági Egyetem egyetemi docense

## Életpályája
A szentesi Horváth Mihály Gimnázium irodalmi–drámai tagozatán végzett, majd közgazdász egyetemi oktató lett. Magyarországon és külföldön 15 éve tanít vállalati pénzügyeket, 2004-ben PhD címet szerzett. Magyar és angol nyelven publikál pénzügyi viselkedéstan, kísérleti közgazdaságtan, illetve színházi gazdaságtan és finanszírozás témakörökben.
Több éves külföldi tanítás után 2009-ben tatabányai Jászai Mari Színház gazdasági igazgatója lett, majd 2010-től a Bálint András vezette Radnóti Színház gazdasági igazgatója. 2015-ben részt vett Valló Péterrel együtt Kováts Adél sikeres ügyvezetői igazgatói pályázatában.
Göttinger Pál rendezővel megpályázta a Pécsi Országos Színház Találkozó vezetését, de a pályázatukat a bíráló bizottság nem támogatta.
2013-ban a Színházak éjszakája stábja tagjaként, míg 2018-ban "a Színházak Éjszakája projektvezetőjeként Budapest színházi életét felpezsdítő és a fővárosi színházakat népszerűsítő szerepe elismeréseként" Budapestért-díjat kapott. 2019. augusztus 20. alkalmából Magyar Ezüst Érdemkereszt kitüntetésben részesült.
2020-ban Bérczes Lászlóval, a k2 Színház Archiválva 2020. december 4-i dátummal a Wayback Machine-ben vezetőivel (Benkó Bencével és Fábián Péterrel), illetve Göttinger Pállal csapatot alkotva megpályázta a Pécsi Nemzeti Színház igazgatói posztját.

## Díjai és elismerései
- Budapestért díj (2013, 2018)[15]
- Magyar Ezüst Érdemkereszt (2019)[12]

## Válogatott publikációi
- Régi és új hangsúlyok az új intézményi közgazdaságtanban (Anciens et nouveaux accents dans la nouvelle économie institutionnelle) J KAPÁS, G KOMÁROMI - Közgazdasági Szemle, LI. évf, 2004

- INSTITUTIONS AND CHANGE J Kapás, G Komáromi - Acta Oeconomica, 2004 - JSTOR

- Does the irrational CFO always die out? Rationality and irrationality in corporate finance decisions G Komaromi - ICFAI Reader, 2008 - repository.usp.ac.fj

- Anatomy of stock market bubbles. KOMÁROMI, György.  ICFAI UP, 2006.

- A hatékony piacok elméletének elméleti és gyakorlati relevanciája [The theoretical and practical relevance of the theory of efficient markets] Közgazdasági Szemle (Economic Review - monthly of the Hungarian Academy of Sciences), 2002, vol. XLIX, issue 5, 377-395

- Was there a stock market bubble in Hungary - G Komáromi - competitio.unideb.hu

- Részvénypiaci buborékok anatómiája - G Komáromi - 2004 - repozitorium.omikk.bme.hu

- Individual investors and corporate governance - G Komáromi

- Intuitive decision-making in a repeated beauty contest game. Komaromi, Gyorgy (2007) Periodicals of Implicit Cognition, 2 (2). pp. 13-16. Archiválva 2022. május 22-i dátummal a Wayback Machine-ben ISSN 1788-8336

- The economic role of a national stock exchange (the case of the Budapest stock exchange between 1990 and 2005). Komaromi, Gyorgy (2006) [Conference Proceedings]

- I want to talk about it....- experiments and psychology in economics and finance. Komaromi, Gyorgy (2007)  Periodicals of Implicit Cognition, 2 (2). pp. 5-8.  Archiválva 2021. április 16-i dátummal a Wayback Machine-ben ISSN 1788-8336